# Haeri-myeon
Haeri-myeon (koreanska: 해리면) är en socken i den sydvästra delen av Sydkorea, 240 km söder om huvudstaden Seoul. Den ligger i kommunen Gochang-gun i provinsen Norra Jeolla.